# Viola hediniana
Viola hediniana är en violväxtart som beskrevs av Wilhelm Becker. Viola hediniana ingår i släktet violer, och familjen violväxter. Inga underarter finns listade i Catalogue of Life.